# تريفور بوتير
تريفور بوتير (بالإنجليزية: Trevor Potter) هو محامي أمريكي، ولد في 24 أكتوبر 1955 في شيكاغو في الولايات المتحدة.

## وصلات خارجية
- تريفور بوتير على موقع IMDb (الإنجليزية)
- تريفور بوتير على موقع إن إن دي بي (الإنجليزية)
- تريفور بوتير على موقع قاعدة بيانات الفيلم (الإنجليزية)